# Isaäc de Schepper
Isaäc de Schepper, ook wel Isaäk of Isaäck (Leeuwarden, ca. 1638 - Buitenpost, 9 mei 1688) was een Nederlands bestuurder.

## Biografie
De Schepper was een zoon van Sybrant de Schepper, lakenkoper uit Leeuwarden, en Feyck Jochems. Zijn zus Taetske was getrouwd met Gajus Botnia van Broersma, secretaris van Kollumerland. Zijn broer Abraham waas de stamvader van een tak van het geslacht De Schepper in Hogebeintum. In 1666 werd Isaäc ingeschreven als advocaat. Vanaf dat jaar komt hij voor als secretaris van de Staten van Friesland. In 1677 werd hij benoemd tot grietman van Achtkarspelen, een ambt dat eerder bekleed werd door zijn tweede schoonvader, Petrus Mejontsma, en door de oom van zijn eerste vrouw, Livius van Scheltinga. Daarnaast trad hij op als gecommitteerde van de Admiraliteit van Friesland, gecommitteerde van de Generaliteitsrekenkamer en lid van Gedeputeerde Staten van Friesland. In 1681 verving De Schepper kortstondig de grietman van Kollumerland en Nieuwkruisland, Epe van Aylva, die tijdelijk was geschorst. In 1688 volgde zijn neef, Eelco van Haersma, hem op als grietman van Achtkarspelen.
De Schepper hield zich onder meer bezig met het schrijven van gedichten en onderhield contact met de geschiedschrijver Simon Abbes Gabbema. In Buitenpost bewoonde De Schepper de state Groot Schepper, welke later bekend kwam te staan als Haersmastate.

## Huwelijk en kinderen
De Schepper trouwde in 1668 te Oudega met Hylck van Haersma (1641-1669), dochter van Aulus van Haersma, grietman van Smallingerland, en Catharina van Scheltinga. Met haar kreeg hij een zoon:
- Sybrandus de Schepper (*1672), jong overleden.

Na het overlijden van Hylck hertrouwde De Schepper in 1676 met Sybilla Mejontsma (1656-1686), dochter van Petrus Mejontsma, grietman van Achtkarspelen, en Tietkse (Titia) van Andela. Met haar kreeg hij twee kinderen:
- Sybrandus de Schepper (1678-1682).
- Pieter de Schepper (*1681).

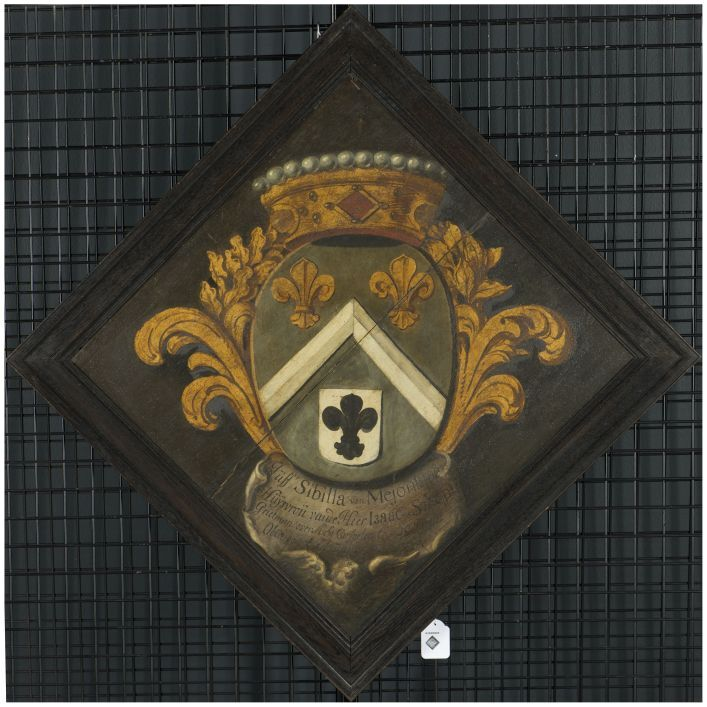
Rouwbord voor Sybilla Mejontsma in de collectie van het Fries Museum.
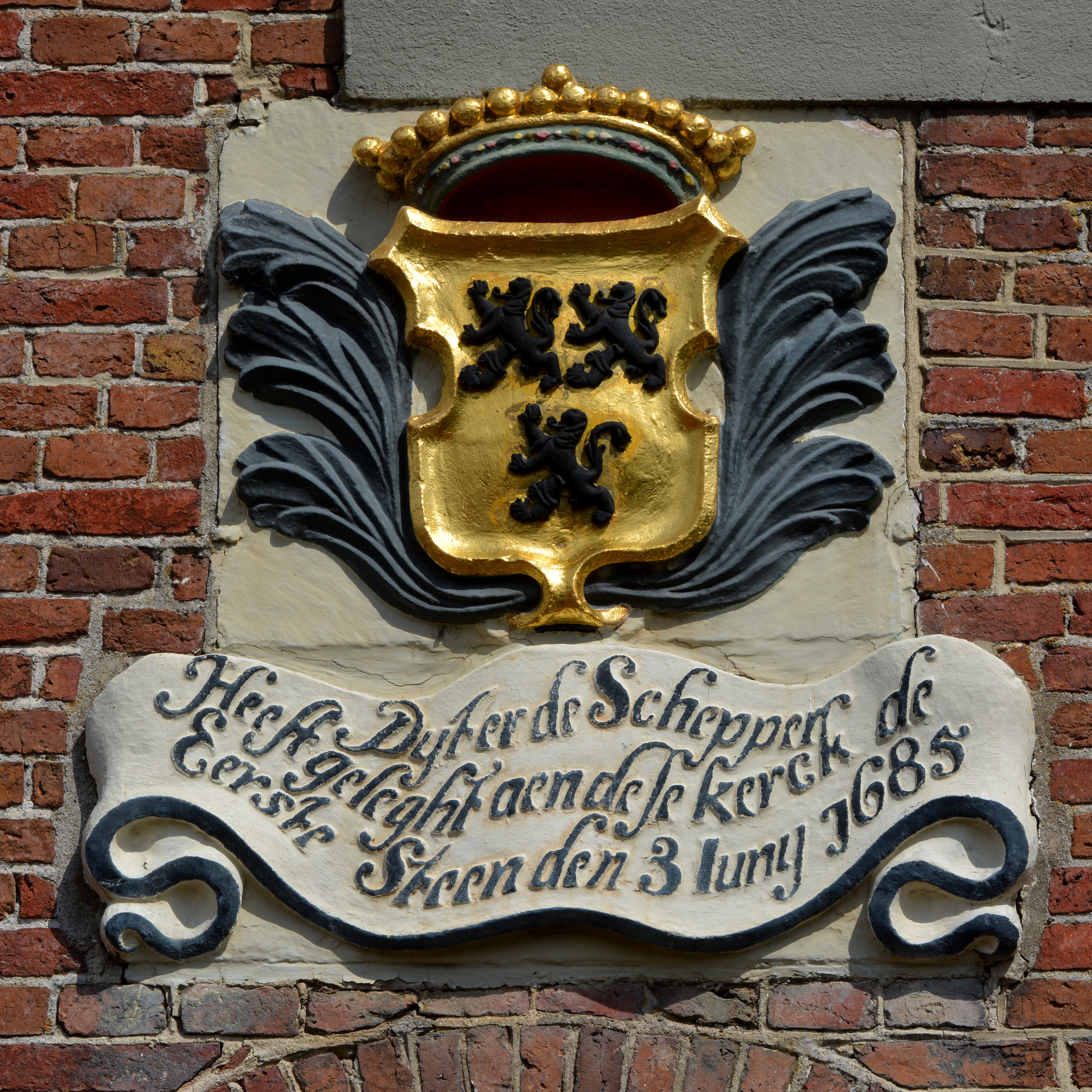
Gevelsteen in de Dorpskerk te Surhuisterveen die de eerstesteenlegging door Pieter de Schepper in 1685 herdenkt.